# شان تاونزند
شان تاونزند (به انگلیسی: Sean Townsend) (زادهٔ ۲۰ ژانویهٔ ۱۹۷۹) ژیمناست اهل کشور ایالات متحده آمریکا است.